# Stovner
Stovner er en administrativ bydel i Norges hovedstad, Oslo, med 33.316 indbyggere (2020) og et areal på 8,2 km².
Stovner ligger inderst i Groruddalen i det nordøstlige Oslo. Bydelen grænser til Nittedal kommune i nord, Skedsmo kommune i nord og øst og Lørenskog i øst. I syd grænser Stovner til nabobydelen Alna med Ellingsrud og Østmarka. I vest grænser Stovner til nabobydelen Grorud. Stovner bydel ligger tæt på Gjelleråsmarka, som er et populært skovområde i nord. I vest ligger Lillomarka og i syd ligger Østmarka.

## Historie
Bydelen har siden tidlig i middelalderen været et landbrugsområde. Gennem Stovner gik også hovedvejen (Oldtidsveien) fra Oslo til Romerike og videre til Trondheim. Først som en sti hvor dyrene havde været de første ingeniører, en vej som vi i dag kender som oldtidsveien. Senere i år 1777 blev en ny og efter datidens standard, bedre vej bygget vest i Stovner, næsten der hvor Trondheimsvejen går i dag. Denne næsten tusindårige gennemfart af dyr og mennesker bidrog til at Stovner har lange traditioner for gæstgiverier og skydsvirksomhed.
Den fine nordmarkitt som findes langs Trondheimsvejen blev meget populær som sten til mange prægtige bygningsværker i slutningen af 1700-tallet. En mangfoldig stenhuggervirksomhed opstod derfor langs Trondheimsvejen fra Stovner til Årvoll. Noget også Stovner blev en del af. Løverne udenfor Stortinget er hugget i denne granitsten.
Omkring 1900 blev den østlige del af Stovner udparcelleret til boliggrunde, en del af bydelen der i dag udgør det som nu kaldes Gamle Stovner og Høybråten. Høybråten voksede hurtigt til at blive et centrum, med skole, biograf og butikker. De øvrige arealer var fremdeles landbrugsarealer i mange år med tolv større og mindre gårde.
I de næste tres år boede der ca 1800 indbyggere i Stovner, indtil Oslo kommune besluttede yderligere udbygning i 1965. Billedet til venstre viser Trondheimsvejen med Stovner helt øverst i billedet.
Kommunen eksproprierede de tilbageværende landbrugsejendomme, og en storstillet udbygning kom i gang. Det er i dag ny bebyggelse, med hvert sit særpræg, der nu hedder Vestli, Fossum, Haugenstua, Smedstua og Rommen. Og selvfølgelig den ældste bebyggelse på Gamle Stovner og Høybråten som faktisk ikke er så gammel endda. For de fleste af de gamle huse er enten revet ned eller bygget om.
Efter bystyrets beslutning om kun 15 bydele fra 2004, blev Høybråten også en del af Stovner bydel. På den måde blev den oprindelige Høybråten og Stovner, som blev adskilt efter bydelsordningen i 1973, atter samlet. I løbet af en periode på tredive år øgedes indbyggertallet til ca. 27.885 indbyggere.
Stovner bydel er delt ind i mindre områder med Vestli, som hovedsagelig er bebygget med terrasseblokker og rækkehuse. Øvre del af Rommen, som er bebygget med enfamilieshuse. Fossum, som er bebygget med høje og lave blokke. Haugenstua og Smedstua som også er bebygget med blokke, og Gamle Stovner som består af enfamilieshuse og rækkehuse. Enfamilieshuse findes også i Høybråten med nogen rækkehuse og blokke ind i mellem. Den sidste tilvækst i bydelen er Tangerud, som blev færdiggjort til indflytning med rækkehuse og enfamilieshuse i perioden 2001-2003.
I den sydlige del af Rommen som ligger i bydelens sydvestlige del, har en række større og mindre virksomheder etableret sig, så som Bankenes BetalingsSentral, BCA Autoauksjon, Hydro Gas and Chemicals AS og NKL.
Jordan fabrikker havde også sin produktion her, indtil den blev flyttet til Flisa i 2000. Ved årsskiftet 2001/2002 var der registreret 6502 arbejdspladser i bydelen.

## Idrett
Ved siden av industriområdet ligger Rommen boldfelt, hvor dele af Norway cup spilles hver sommer. Andre idrætsanlæg i bydelen er Stovnerbanen, Vestlibanen, Jesperud kunstgressbane, Haugenstuahallen og Stovnerhallen. I skovkanten ved Vestli har Høybråten og Stovner idrettslag bygget en lille slalombakke med skilift, til glæde for store og små.
Og for langrendsentusiaster findes der en ca. 3 km lang lysløjpe i det samme område. Desuden har bydelen en række mindre boldbaner. I den nordvestlige del af bydelen er der en 9-hullers golfbane. Udover nærhed til skoven har bydelen mange grønne områder inde i mellem bebyggelsen med et godt udbygget net af gangstier gennem hele bydelen.

## Bebyggelse
Bydelen har flere nærkøbmænd og supermarkeder foruden Stovner Senter, der ikke bare er bydelens største indkøbscenter, men også et af de største i Oslo. Bydelen har to kommunale lægecentre og en fælles hælsestation. Bydelen har gode forbindelser ind til Oslo centrum. På T-banen, linje 5, ligger stationerne Vestli, Stovner og Rommen Stationer i bydelen med afgang mindst hvert kvarter. Rejsetiden med T-banen til Jernbanetorget (Oslo S) er ca. 25 minutter. Lidt længere mod syd i bydelen går lokaltoget til og fra Høybråten Station og Haugenstua Station. Lokaltoget bruger ca. 15 minutter på turen til Oslo S.